# Anomala cuprascens
Anomala cuprascens är en skalbaggsart som beskrevs av Christian Rudolph Wilhelm Wiedemann 1823. Anomala cuprascens ingår i släktet Anomala och familjen Rutelidae. Utöver nominatformen finns också underarten A. c. aurichalcea.